# 코미코 (기업)
주식회사 코미코(영어: KoMiCo)는 대한민국의 반도체 세정 및 코팅 기업이다. 한국, 미국, 중국, 대만, 싱가포르 총 5개국에서 국내외 장비사를 대상으로 사업을 영위한다.

## 역사
- 2013년 8월 미코의 정밀세정, 특수코팅 사업부문을 물적분할을 통해 신설
- 2023년 7월 미코로부터 미코세라믹스를 인수.
- 2017년 3월 23일 상장.

## 주요고객사
- 삼성, SK하이닉스, 인텔[5]